# Benedetto (Vorname)
Benedetto ist ein männlicher Vorname, die italienische Form des Namens Benedikt.

## Namensträger
- Benedetto Accolti (1497–1549), italienischer Geistlicher, von 1524 bis 1549 Erzbischof von Ravenna
- Benedetto Alfieri (1699–1767), italienischer Baumeister
- Benedetto Baldassari († 1739), italienischer Sopran-Kastrat und Opernsänger
- Benedetto Borella (1899–1975), italienischer Ruderer
- Benedetto Cairoli (1825–1889), italienischer Freiheitskämpfer und Staatsmann
- Benedetto Cappelletti (1764–1834), italienischer Geistlicher, Bischof von Rieti und Kardinal der katholischen Kirche
- Benedetto Castelli (* 1577 (oder 1578); † 1643), italienischer Naturwissenschaftler
- Benedetto Cotrugli (1416–1469), aus Dubrovnik stammender Kaufmann, Diplomat und Humanist
- Benedetto Croce (1866–1952), italienischer Philosoph, Humanist, Historiker, Politiker, Kunsthistoriker und Kritiker
- Benedetto Ferrari (1603–1681), italienischer Theorbist, Kapellmeister und Komponist
- Benedetto Giustiniani (1554–1621), italienischer Kardinal der Römisch-katholischen Kirche
- Benedetto Gola (* 1904; † unbekannt), italienischer Fußballspieler und -trainer
- Benedetto Lorenzelli (1853–1915), Erzbischof von Lucca und später Kurienkardinal der römisch-katholischen Kirche
- Benedetto Luti (1666–1724), italienischer Maler
- Benedetto Marcello (1686–1739), italienischer Komponist des Barock
- Benedetto Menni (1841–1914), italienischer Ordenspriester und Ordensgründer, Heiliger der katholischen Kirche
- Benedetto Menzini (1646–1704), italienischer Dichter
- Benedetto Montagna (* um 1481; † vor 1558) war ein italienischer Maler und Kupferstecher
- Benedetto Muzzicato (* 1978), deutsch-italienischer Fußballspieler und -trainer
- Benedetto Erba Odescalchi (1679–1740), Erzbischof von Mailand und Kardinal der römisch-katholischen Kirche
- Benedetto Pallavicino (1551–1601), italienischer Komponist der späten Renaissance
- Benedetto Pamphilj (1653–1730), italienischer Kardinal, Librettist und Komponist
- Benedetto Pistrucci (1783–1855), italienisch-englischer Graveur von Edelsteinen, Münzen und Medaillen
- Benedetto Pola (1915–2000), italienischer Radrennfahrer und 1934 Weltmeister im Radsport
- Benedetto Sinigardi (* um 1190; † 1282), italienischer Franziskaner
- Benedetto Tola (* vor 1525; † 1572), italienischstämmiger Maler und Musiker der Renaissance
- Benedetto Tuzia (* 1944), italienischer Geistlicher, emeritierter römisch-katholischer Bischof von Orvieto-Todi
- Benedetto Viale Prelà (1796–1874), italienischer Mediziner
- Benedetto Vinaccesi (* um 1666; † 1719), italienischer Komponist des Barock